# Mohamed Abdellahi Ould Yaha
 (septembre 2019).
Pour les articles homonymes, voir Yaha.
Mohamed Abdellahi Ould Yaha (en arabe : محمد عبد الله ولد ياها) est un homme d’affaires mauritanien, ancien membre du gouvernement. 

## Biographie
Diplômé de l’École nationale supérieure de mécanique (ENSM), Mohamed Abdellahi commence sa carrière d’entrepreneur en créant tour à tour plusieurs sociétés, dont May Mauritania spécialisée dans la vente de moteurs pour hors-bord et MIP Seafood spécialisé dans le secteur de la pêche et de la surgélation.
Le 28 avril 2007, Ould Yaha est nommé au poste de délégué général à la Promotion de l'investissement privé,, dans le gouvernement de Zeine Ould Zeidane. Il exerce ces fonctions jusqu’en mai 2008, lors de la nomination d'un nouveau gouvernement dirigé par Yahya Ould Ahmed El Waghef. 
Ould Yaha fonde et dirige le groupe Maurinvest[réf. souhaitée].
En mars 2023, le groupe Maurinvest-Maurilog s'associe à Bpifrance et Bond'innov pour créer un Hub de l'innovation à Nouakchott en Mauritanie[réf. souhaitée]. 